# Guangualí (Chillán)

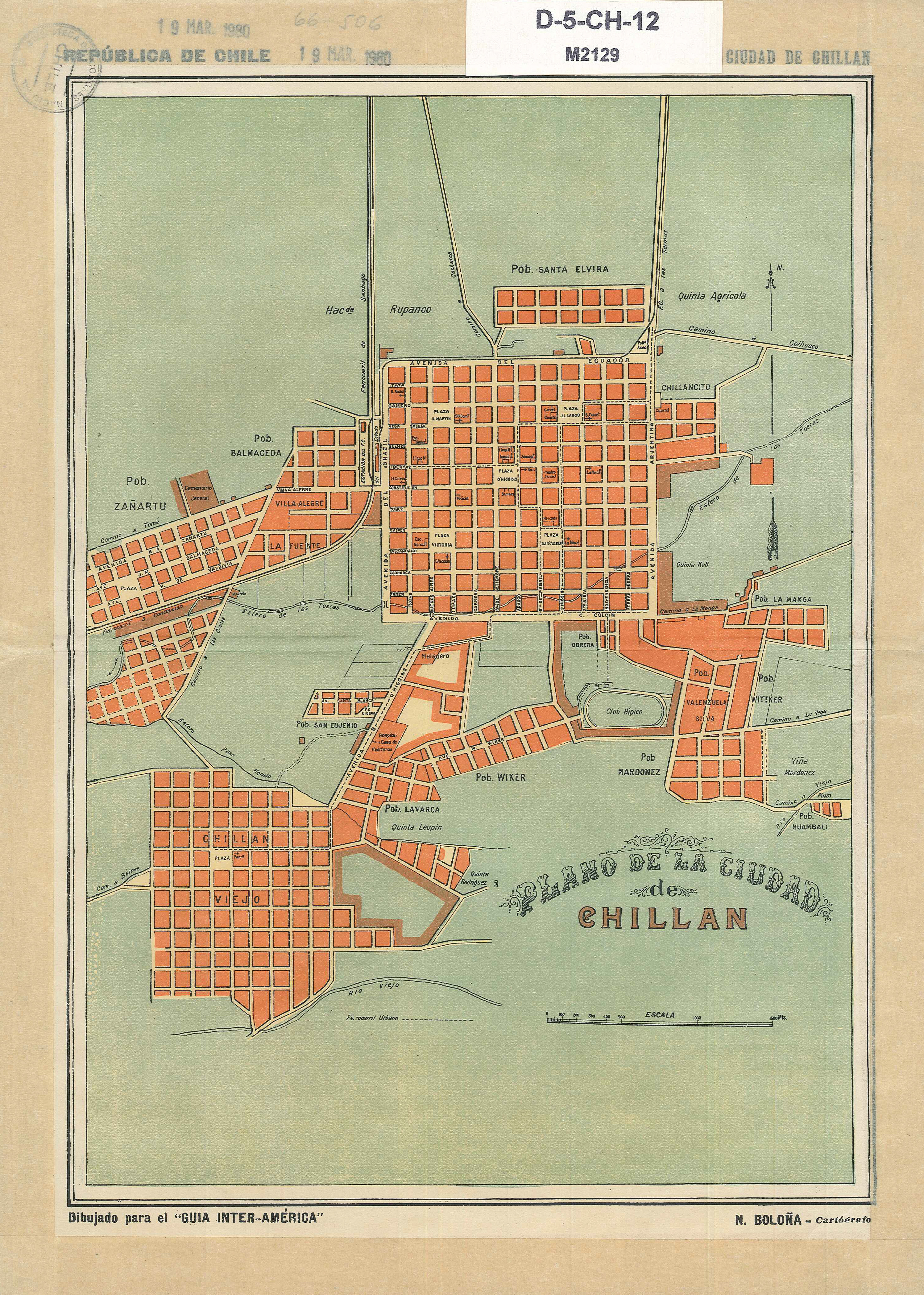
Plano de Chillán a principios del. Aun aparece el pueblo de Huambalí o Guangualí al suroriente de la ciudad.

Guangualí o Huambalí fue un antiguo pueblo de indios ubicado a orillas del Río Chillán, en la Región de Ñuble, Chile. Su ubicación corresponde al actual sector de Río Viejo, en el sector suroriente de la ciudad de Chillán. 
El pueblo fue fundado en 1672 por orden del gobernador Juan Henríquez de Villalobos y perduró hasta 1770, cuando el gobernador José Quevedo ordenó la matanza de sus habitantes, por la desconfianza social local.Sin embargo, sus cimientos fueron la base de creación de nuevos barrios en el sector.

## Historia
El pueblo fue establecido a fines de 1672 por el gobernador Juan Henríquez de Villalobos hasta donde trasladó a un grupo de indígenas desde las inmediaciones del río Imperial.
En 1672 trajo Henríquez desde las orillas del Imperial, en castigo y como esperimento para conseguir su enmienda, a las reducciones del cacique de Huambalí y los colocó junto a Chillán, constituyéndolos en un pueblo a que los mismos indios dieron el nombre de Huambalí, en recuerdo de su tierra natal. Eran, según Carvallo Goyeneche, doscientos ochenta familias. Las distribuyó en solares que se dieron a cada familia, y se asignó al vecindario en general un estenso egido para uso y beneficio público. Siguieron gobernando las autoridades indígenas, pero bajo la vigilancia y alta dirección de los corregidores de la ciudad y la autoridad de los jefes militares de la plaza.

El párroco y algunos religiosos se encargaron del servicios espiritual de los guambalíes.
En la primavera de 1769 se produjo un levantamiento de los pehuenches, pobladores de ambas faldas de la cordillera de los Andes, penetrando el territorio llamado "isla de la Laja", que corresponde a la zona contigua a Los Ángeles, al mando del cacique Lebián, quienes el día 3 de diciembre de 1769 batieron en una escaramuza a un destacamento de españoles, causándoles 30 bajas. Dos días después atacaron la plaza de Santa Bárbara. Luego de estos hechos, la insurrección se hizo general.
A principios de enero de 1770, llegó a Chillán el cacique Tureculipí con veinte familias pehuenches, generando la desconfianza de las autoridades coloniales atendido los recientes acontecimientos ocurridos con la insurrección de Lebián. Señala Reinaldo Muñoz Olave:
A pesar del general fermento, que traía revueltos y coléricos a los indígenas, hubo sin embargo algunos caciques que no querían la guerra, y deseaban la tranquilidad y el trabajo en amistad con los españoles. Uno de ellos fue el cacique Tureculipí, de los pehuenches de la región araucana. Para no ser molestados por sus compatriotas, se vino al norte en enero de 1770, con las veinte familias que le reconocían por su jefe, y llegó hasta Chillán, en donde pidió al corregidor don José Quevedo que le diera tierras en que establecerse. Dióselas Quevedo; pero desconfiando algo de la sinceridad del cacique, puso al “capitán de amigos” del Partido, para que estuviese en la mira y procurase conocer las intenciones de los recién llegados. No faltaron mal intencionados que convencieron al corregidor de supuestas malas intenciones del cacique, y lo incitaran a tomar medidas tan violentas como torpes. Mandó Quevedo degollar a todos los varones de la reducción del cacique y redujo a la servidumbre a las mujeres y niños sobrevivientes, repartiéndolos en las casas de los vecinos que quisieron recibirlos.
Fue así, como en la madrugada del 7 de agosto de 1770 ocurrió una masacre de indígenas en Huambalí, pereciendo degollados 65 pehuenches, incluyendo jóvenes y ancianos, que fueron sepultados en el cementerio del Calvario, en el Alto de la Horca en Chillán Viejo.
Con el crecimiento de la urbe de Chillán en el nuevo emplazamiento de 1835, el pueblo de Guangualí o Huambalí como también es conocido, quedó integrado dentro del radio urbano de Chillán y el sector es conocido actualmente como Río Viejo. Existe una avenida que recuerda el nombre de esta desaparecida localidad y que conecta el sur de Chillán con el centro de la ciudad.

El Diccionario Geográfico de la República de Chile de Francisco Solano Asta-Buruaga y Cienfuegos, señala:
Guangualí.-—Caserío corto del departamento de Chillán inmediato hacia el E. de Chillán Viejo. Sus contornos son de heredades cultivadas. Fué asiento de una reducción de indios desde 1699 y algunos años adelante. Hállase alterado el nombre en Guanvalí.
En algunos atlas aun se sigue señalando esta localidad.